# Кйончин
Кйончин (пол. Kiączyn) — село в Польщі, у гміні Казьмеж Шамотульського повіту Великопольського воєводства.
Населення — 498 осіб (2011).
У 1975-1998 роках село належало до Познанського воєводства.

## Демографія
Демографічна структура станом на 31 березня 2011 року:
|          | Загалом | Допрацездатний вік | Працездатний вік | Постпрацездатний вік |
| -------- | ------- | ------------------ | ---------------- | -------------------- |
| Чоловіки | 266     | 77                 | 174              | 15                   |
| Жінки    | 232     | 49                 | 152              | 31                   |
| Разом    | 498     | 126                | 326              | 46                   |